# António Folha
António José dos Santos Folha (ur. 21 maja 1971 w Vila Nova de Gaia) – portugalski piłkarz grający na pozycji skrzydłowego.

## Kariera klubowa
Pierwszym klubem Folhy w karierze było FC Porto. Występował tam najpierw w drużynach młodzieżowych, ale nie przebił się do pierwszego składu i latem 1990 został wypożyczony do Gil Vicente FC i w jego też barwach zadebiutował w rozgrywkach pierwszej ligi. Po sezonie, w którym zdobył 4 gole, powrócił do Porto, z którym został mistrzem Portugalii, ale pełnił rolę rezerwowego. W 1992 roku postanowiono ponownie wypożyczyć Folhę i tym razem został on piłkarzem Sportingu Braga. W 1993 roku ponownie występował w Porto i powoli stawał się podstawowym zawodnikiem tego klubu. W 1994 roku zdobył z nim Puchar Portugalii. Natomiast w latach 1995–1998 czterokrotnie z rzędu zostawał mistrzem kraju z Porto, a w 1998 roku zdobył także krajowy puchar.
Na samym początku sezonu 1998/1999 Folha nie miał miejsca w składzie i został wypożyczony do belgijskiego Standardu Liège. Tam grał w wyjściowej jedenastce i strzelił 3 gole w rozgrywkach Eerste Klasse. W 1999 roku wrócił do Porto, ale przez półtora roku rozegrał tylko 18 spotkań dla tej drużyny, ale miał swój udział w wywalczeniu Pucharu Portugalii w latach 2000 i 2001. Na początku 2001 roku znów trafił na wypożyczenie do Standardu, a latem do greckiego AEK Ateny, z którym w 2002 zdobył Puchar Grecji. Sezon 2002/2003 spędził w Porto, ale nie rozegrał żadnego spotkania. Latem odszedł do FC Penafiel i awansował z nim z drugiej do pierwszej ligi. W 2005 roku zakończył w barwach Penafiel swoją karierę.
| Sezon   | Klub           | Kraj       | Rozgrywki     | Mecze | Bramki |
| ------- | -------------- | ---------- | ------------- | ----- | ------ |
| 1990/91 | Gil Vicente FC | Portugalia | Superliga     | 37    | 4      |
| 1991/92 | FC Porto       | Portugalia | Superliga     | 9     | 0      |
| 1992/93 | SC Braga       | Portugalia | Superliga     | 21    | 1      |
| 1993/94 | FC Porto       | Portugalia | Superliga     | 20    | 2      |
| 1994/95 | FC Porto       | Portugalia | Superliga     | 27    | 6      |
| 1995/96 | FC Porto       | Portugalia | Superliga     | 31    | 4      |
| 1996/97 | FC Porto       | Portugalia | Superliga     | 15    | 3      |
| 1997/98 | FC Porto       | Portugalia | Superliga     | 14    | 0      |
| 1998/99 | FC Porto       | Portugalia | Superliga     | 1     | 0      |
| 1998/99 | Standard Liège | Belgia     | Eerste Klasse | 25    | 3      |
| 1999/00 | FC Porto       | Portugalia | Superliga     | 4     | 0      |
| 2000/01 | FC Porto       | Portugalia | Superliga     | 14    | 1      |
| 2000/01 | Standard Liège | Belgia     | Eerste Klasse | 15    | 2      |
| 2001/02 | AEK Ateny      | Grecja     | Alpha Ethniki | 9     | 0      |
| 2002/03 | FC Porto       | Portugalia | Superliga     | 0     | 0      |
| 2003/04 | FC Penafiel    | Portugalia | Liga de Honra | 26    | 6      |
| 2004/05 | FC Penafiel    | Portugalia | Superliga     | 24    | 1      |

## Kariera reprezentacyjna
W reprezentacji Portugalii Folha zadebiutował 5 września 1993 roku w wygranym 2:0 spotkaniu eliminacji do Mistrzostw Świata 1994 z Estonią i w debiucie zdobył gola. W 1996 roku został powołany przez selekcjonera António Oliveirę do kadry na Mistrzostwa Europy 1996. Tam wystąpił w trzech spotkaniach swojej drużyny: z Danią (1:1), z Turcją (1:0), oraz ćwierćfinale z Czechami (0:1). Łącznie w kadrze narodowej wystąpił 26 razy i strzelił 5 goli. Oprócz kadry A Folha grał także w reprezentacji U-20, z którą w 1989 roku wywalczył młodzieżowe mistrzostwo świata.